# Seznam krajev Unescove svetovne dediščine na Japonskem
Japonska je 30. junija 1992 sprejela Unescovo konvencijo o svetovni dediščini. Od julija 2021 je bilo na seznam svetovne dediščine vpisanih petindvajset znamenitosti: dvajset kulturnih znamenitosti in pet naravnih znamenitosti. Nadaljnjih pet lokacij in ena razširitev lokacije je bilo predloženih za prihodnji vpis in so trenutno na poskusnem seznamu od leta 2017.

## Kraji svetovne dediščine
Unesco navaja mesta pod desetimi kriteriji; vsaka prijava mora izpolnjevati vsaj enega od kriterijev. Kriteriji od i do vi so kulturni, od vii do x pa naravni.
| Ime | Slika | Lega                                           | Kriteriji                              | Površina   | Spomenik |
| --- | ----- | ---------------------------------------------- | -------------------------------------- | ---------- | --- |
| Budistični spomeniki na območju Hōrjū-dži                                                               |       | Prefektura Nara                                | 660 (1993); kulturno i, ii, iv, vi     | 586 ha     | Horju-dži, Hoki-dži |
| Grad Himedži                                                                                            |       | Prefektura Hjōgo                               | 661 (1993); kulturno i, iv             | 107 ha     | Grad Himedži |
| Starodavni gozd Jakušima                                                                                |       | Prefektura Kagošima                            | 662 (1993) vii, ix                     | 10.747 ha  | zmerno topli starodavni gozd |
| gorovje in brezovi gozdovi Širakami Sanči                                                               |       | Prefektura Aomori/Prefektura Akita             | 663 (1993) ix                          | 16.939 ha  | gozd Sieboldove bukve (Fagus crenata), gore |
| Zgodovinski spomeniki starodavnega Kjota (Kjoto, Udži in Otsu)                                          |       | Kjoto/Prefektura Šiga                          | 688 (1994); kulturno ii, iv            | 1056 ha    | Kamigamo džindža, Šimogamo džindža, To-dži, Kijomizu-dera, Enriaku-dži, Daigo-dži, Ninna-dži, Bjodo-in, svetišče Udžigami, Kozan-dži, Saiho-dži, Tenrju-dži, Kinkaku-dži, Ginkaku-dži, Rjoan-dži, Niši Hongan-dži, Grad Nidžo                                                                                              |
| Zgodovinski vasi Širakava in Gokajama                                                                   |       | Gifu/Prefektura Tojama                         | 734 (1995); kulturno iv, v             | 68 ha      | Širakava, Gokajama |
| Spomenik miru v Hirošimi (Genbaku Dome)                                                                 |       | Prefektura Hirošima                            | 775 (1996); kulturno vi                | 0,4 ha;    | Kupola atomske bombe, Spomenik miru v Hirošimi |
| Svetišče Icukušima                                                                                      |       | Prefektura Hirošima                            | 776 (1996); kulturno i, ii, iv, vi     | 431 ha     | Svetišče Icukušima |
| Zgodovinski spomeniki starodavne Nare                                                                   |       | Prefektura Nara                                | 870 (1998); kulturno ii, iii, iv, vi   | 617 ha     | Todai-dži, Kōfuku-dži, Svetišče Kasuga, Gangō-dži, Jakuši-dži, Tošodai-dži, Palača Heidžo, Pragozd Kasugajama |
| Svetišča in templji Nikko                                                                               |       | Prefektura Točigi                              | 913 (1999); kulturno i, iv, vi         | 51 ha      | Svetišče Futarasan, Rino-dži, Nikko Tošo-gu |
| Mesta Gusuku in z njimi povezane nepremičnine kraljestva Rjukju                                         |       | Prefektura Okinava                             | 972 (2000); kulturno ii, iii, vi       | 55 ha      | Tamaudun, Sonohjan-utaki Išimon, grad Nakidžin, grad Zakimi, grad Kacuren, grad Nakagusuku, grad Šuri, Šikinaen, Seifa-utaki |
| Sveta mesta in romarske poti v gorovju Ki                                                               |       | Vakajama/Nara/Prefektura Mie                   | 1142 (2004) ; kulturno ii, iii, iv, vi | 495 ha     | Seiganto-dži, Kumano Hajatama Taiša, Kongōbu-dži, Niukanšōfu džindža, Kumano Hongū Taiša, Niucuhime džindža, Jošino (gora), Ōminesan-dži, Kōjasan čōiši-miči, Džison-in, Jošino Mikumari džindža, svetišče Kinpu, Kimpusen-dži, Jošimizu džindža, Kumano Nači Taiša, slap Nači, pragozd Nači, Fudarakusan-dži, Kumano Kodō |
| Narodni park Širetoko                                                                                   |       | Hokaido                                        | 1193 (2005) ; naravno ix, x            | 71.100 ha  | polotok in morsko območje |
| Rudnik srebra Ivami Ginzan in njegova kulturna krajina                                                  |       | Prefektura Šimane                              | 1246 (2010) ; kulturno ii, iii, v      | 529 ha     | Junocu, Ivami Ginzan Kaidō Junocu-Okidomaridō, najdišče Daikanšo, Okidomari, Ginzan Sakunouči, Jataki-džō, Ōmori Ginzan, Mija-no-mae, Ivami Ginzan Kaidō Tomogauradō, Jahazu-džō, Ivami-džō, rezidenca Kumagaika, Rakan-dži Gohjakurakan, Tomogaura                                                                        |
| Hiraizumi – templji, vrtovi in arheološka najdišča, ki predstavljajo budistično čisto deželo (Mocu-dži) |       | Prefektura Ivate                               | 1277 (2011) ; kulturno ii, vi          | 187 ha     | Čuson-dži, Mocu-dži, Kandžizaio-in, Murjoko-in, Kinkeizan |
| Otočje Bonin                                                                                            |       | Tokio                                          | 1362 (2011); naravno ix                | 7939 ha    | Čiči-džima, Haha-džima, Muko-džima, Iwo Jima |
| Fujisan, sveto mesto in vir umetniškega navdiha                                                         |       | Šizuoka/Prefektura Jamanaši                    | 1418 (2013); kulturno iii, vi          | 20,638 ha  | Fudži, Pet jezer Fudži, svetišče Fudži Hongū Sengen, svetišče Kitaguči Hongū Fudži Sengen, svetišče Jamamija Sengen, svetišče Murajama Sengen, svetišče Sujama Sengen, svetišče Higašiguči Hongū Fudži Sengen, svetišče Kavaguči Sengen, svetišče Fudži Omuro Sengenž, Ošino Hakai, Miho no Matsubara                      |
| Svilarna Tomioka in sorodna mesta                                                                       |       | Prefektura Gunma                               | 1149 (2014); kulturno ii, iv           | 7,20 ha    | Svilarna Tomioka |
| Prizorišča japonske industrijske revolucije Meidži: železo in jeklo, ladjedelništvo in premogovništvo   |       | Kjušu in Jamaguči, Šizuoka in Ivate prefekture | 1484 (2015); kulturno ii, iii, iv      | 307 ha     | Rudnik premoga Hašima, Nekdanja hiša Glover, Šūseikan, rudnik premoga Miik, jeklarna Javata, svetilnik Mucuredžima, reverberatorna peč Hagi, Akademija Šōkasondžuku, grad Hagi |
| Dela arhitekta Le Corbusierja, izjemen prispevek k modernemu gibanju                                    |       | Tokio                                          | 1321 (2016); kulturno i, ii, vi        | 0,93 ha    | Narodni muzej zahodne umetnosti |
| Sveti otok Okinošima in z njim povezana mesta v regiji Munakata                                         |       | Prefektura Fukuoka                             | 1535 (2017); kulturno ii, iii          | 98,93 ha   | Okinošima, Munakata Taiša |
| Skrita krščanska mesta v regiji Nagasaki                                                                |       | Prefektura Nagasaki in Prefektura Kumamoto     | 1495 (2018); kulturno iii              | 5566,55 ha | stolnica Ōura, grad Hara, Hirado (otok) |
| Skupina Mozu-Furuiči Kofun: grobnice starodavne Japonske                                                |       | Prefektura Osaka                               | 1593 (2019); kulturno iii, iv          | 166,66 ha  | grobne gomile Mozu, grobne gomile Furuiči |
| Otoki Amami-Ošima, Tokunošima, severni del Okinave in Iriomote                                          |       | Prefektura Kagošima, Prefektura Okinava        | 1574 (2021); naravno x                 | 42,698 ha  | Amami Ōšima, Tokunošima, Janbaru, Iriomote |
| Prazgodovinska najdišča Džomon                                                                          |       | Hokaido, Aomori/Ivate/Akita prefekture         | 1632 (2021); kulturno iii, v           | 141,9 ha   | najdišče Sannai-Marujama, najdišče Odai Jamamoto I |
| Kompleks dediščine rudnikov Sado, predvsem rudnikov zlata                                               |       | Prefektura Niigata                             | 1698; kulturno iv                      | 750,9 ha   | rudniki Sado |

## Poskusni seznam
Poskusni seznam je sestavljen iz območij, ki so bila že nominirana, vendar še niso vpisana.
| Ime | Slika | Lega                | Kriteriji                                | Spomeniki (nepopoln seznam) |
| --- | ----- | ------------------- | ---------------------------------------- | --- |
| Templji, svetišča in druge strukture starodavne Kamakure                                                             |       | Prefektura Kanagava | 370 (1992); kulturno iii, iv             | Tsurugaoka Haćiman-gū, Jufuku-dž, Kenčo-dži, Zuisen-dži, Kōtoku-in, Kakuon-dži, ruševine Bupo-dži, ruševine Jōfuku-dži, ruševine Hokedō, ruševine rezidence Hōdžō Tokiva, prelaz Kamegajacuzaka, prelaz Kehaizaka, prelaz Daibucu, Gokuraku-dži, Engaku-dži, svetišče Egara Tendžin, Džōkōmjō-dži, prelaz Asaina, ruševine Tošo-dži, prelaz Nagoši, Šōmjō-dži, Vakae (otok) |
| grad Hikone |       | Prefektura Šiga     | 374 (1992); kulturno i, ii, iii, iv      | grad Hikone |
| Asuka-Fudživara: Arheološka najdišča starodavnih prestolnic Japonske in z njimi povezane nepremičnine                |       | Prefektura Nara     | 5097 (2007); kulturno ii, iii, iv, v, vi | Išibutai Kofun, Takamacuzuka Kofun, Kitora Kofun, Kavara-dera, Asuka-dera, Oka-dera, Jamada-dera, Fudživara-kjo, Jamato sanzan |
| Kompleks dediščine rudnikov Sado, predvsem rudnikov zlata                                                            |       | Prefektura Niigata  | 5572 (2010); kulturno ii, iii, iv        | rudniki Sado |
| Hiraizumi – templji, vrtovi in arheološka najdišča, ki predstavljajo budistično čisto deželo (Mocu-dži) (razširitev) |       | Prefektura Ivate    | 5760 (2012); kulturno ii, iii, vi        | Ruševine Shirotoridate, Takkoku-no-Ivaja, Janagi-no-Gošo, najdišče Čōdžagahara, najdišče Honederamura Shōen |

## Drugi seznami Unescove dediščine
| UNESCO List                           | Ekskluzivni vpisi Japonske | Skupni/večnacionalni vnosi, ki vključujejo Japonsko | Skupaj |
| ------------------------------------- | -------------------------- | --------------------------------------------------- | ------ |
| Svetovna mreža biosfernih območij     | 8                          | —                                                   | 8      |
| Unescova svetovna dediščina           | 22                         | 1                                                   | 23     |
| Register svetovnega spomina           | 5                          | 2                                                   | 7      |
| Unescovi globalni geoparki            | 10                         | —                                                   | 10     |
| Unescova mreža ustvarjalnih mest      | 8                          | —                                                   | 8      |
| Nesnovna kulturna dediščina človeštva | 24                         | —                                                   | 24     |